# Landtagswahlkreis Märkisch-Oderland III
Der Wahlkreis Märkisch-Oderland III (Wahlkreis 33) ist ein Landtagswahlkreis in Brandenburg. Er umfasst die Städte Altlandsberg, Bad Freienwalde (Oder) und Wriezen sowie die Gemeinde Fredersdorf-Vogelsdorf und die Ämter Barnim-Oderbruch und Falkenberg-Höhe aus dem Landkreis Märkisch-Oderland. Wahlberechtigt waren bei der letzten Landtagswahl 45.838 Einwohner.

## Landtagswahl 2024
Bei der Landtagswahl 2024 wurde Lars Günther im Wahlkreis direkt gewählt.
Die weiteren Wahlkreisergebnisse:
| Gegenstand der Nachweisung | Gegenstand der Nachweisung | Erst- stimmen | Erst- stimmen | Zweit- stimmen | Zweit- stimmen |
| Bewerber                   | Partei                     | Anzahl        | %             | Anzahl         | %              |
| -------------------------- | -------------------------- | ------------- | ------------- | -------------- | -------------- |
| Wahlberechtigte            | Wahlberechtigte            | 45.838        | 45.838        | 45.838         | 45.838         |
| Wählende                   | Wählende                   | 33.377        | 72,8 %        | 33.377         | 72,8 %         |
| Ungültige Stimmen          | Ungültige Stimmen          | 476           | 1,4 %         | 276            | 0,8 %          |
| Gültige Stimmen            | Gültige Stimmen            | 32.901        | 98,6 %        | 33.101         | 99,2 %         |
| Ravindra Gujjula           | SPD                        | 10.275        | 31,2 %        | 8.967          | 27,1 %         |
| Lars Günther               | AfD                        | 12.518        | 38,0 %        | 11.422         | 34,5 %         |
| Paul-Eric Lipinski         | CDU                        | 4.868         | 14,8 %        | 3.476          | 10,5 %         |
| –                          | GRÜNE                      | 615           | 1,9 %         | 791            | 2,4 %          |
| Michael Gläser             | Die Linke                  | 1.699         | 5,2 %         | 881            | 2,7 %          |
| Roman Zabel                | BVB/FW                     | 2.412         | 7,3 %         | 966            | 2,9 %          |
| Raiko Lich                 | FDP                        | 514           | 1,6 %         | 249            | 0,8 %          |
| –                          | Tierschutzpartei           | -             | -             | 683            | 2,1 %          |
| –                          | Plus (Piraten, ÖDP, Volt)  | -             | -             | 228            | 0,7 %          |
| –                          | BSW                        | -             | -             | 5.084          | 15,4 %         |
| –                          | III. Weg                   | -             | -             | 44             | 0,1 %          |
| –                          | DKP                        | -             | -             | 25             | 0,1 %          |
| –                          | DLW                        | -             | -             | 166            | 0,5 %          |
| –                          | WU                         | -             | -             | 119            | 0,4 %          |

## Landtagswahl 2019
Bei der Landtagswahl 2019 wurde Lars Günther im Wahlkreis direkt gewählt.
Die weiteren Wahlkreisergebnisse:
| Direktkandidat    | Partei           | Erststimmen in % | Zweitstimmen in % |
| ----------------- | ---------------- | ---------------- | ----------------- |
| Ravindra Gujjula  | SPD              | 25,5             | 24,7              |
| Laura Lazarus     | CDU              | 13,7             | 13,9              |
| Marco Büchel      | Die Linke        | 18,8             | 13,1              |
| Lars Günther      | AfD              | 26,3             | 27,7              |
| Tatjana Rosenthal | GRÜNE            | 6,2              | 8,0               |
| Knut Koall        | BVB/FW           | 6,8              | 5,5               |
| –                 | PIRATEN          | -                | 0,5               |
| Klaus Glaetzner   | FDP              | 2,7              | 3,6               |
| –                 | ÖDP              | –                | 0,5               |
| –                 | Tierschutzpartei | –                | 2,4               |
| –                 | V-Partei³        | –                | 0,2               |

## Landtagswahl 2014
Bei der Landtagswahl 2014 wurde Jutta Lieske im Wahlkreis direkt gewählt.
Die weiteren Wahlkreisergebnisse:
| Direktkandidat  | Partei    | Erststimmen in % | Zweitstimmen in % |
| --------------- | --------- | ---------------- | ----------------- |
| Jutta Lieske    | SPD       | 32,8             | 33,7              |
| Marco Büchel    | Die Linke | 24,1             | 20,1              |
| Bernd Benser    | CDU       | 21,8             | 21,8              |
| Sebastian Lemke | GRÜNE     | 3,5              | 4,1               |
| Peter Sperr     | FDP       | 2,2              | 1,7               |
|                 | NPD       |                  | 2,1               |
| Knut Koall      | BVB/FW    | 3,8              | 2,2               |
|                 | REP       |                  | 0,2               |
|                 | DKP       |                  | 0,3               |
| Thomas Kühl     | AfD       | 11,8             | 12,6              |
|                 | PIRATEN   |                  | 1,2               |

## Landtagswahl 2009
Bei der Landtagswahl 2009 wurde Marco Büchel im Wahlkreis direkt gewählt.
Die weiteren Wahlkreisergebnisse:
| Direktkandidat    | Partei              | Erststimmen in % | Zweitstimmen in % |
| ----------------- | ------------------- | ---------------- | ----------------- |
| Jutta Lieske      | SPD                 | 30,0             | 30,8              |
| Marco Büchel      | Die Linke           | 32,3             | 30,1              |
| Horst Tarnawski   | CDU                 | 20,0             | 19,0              |
| -                 | DVU                 | -                | 01,8              |
| Volker Nagel      | GRÜNE               | 04,9             | 04,7              |
| Bernhard Sooth    | FDP                 | 06,5             | 07,3              |
| -                 | 50 Plus             | -                | 00,6              |
| -                 | DKP                 | -                | 00,2              |
| -                 | REP                 | -                | 00,2              |
| -                 | Die-Volksinitiative | -                | 00,4              |
| Friedrich Röger   | NPD                 | 03,6             | 02,8              |
| -                 | RRP                 | -                | 00,4              |
| Winfred Marschner | Freie Wähler        | 02,7             | 01,7              |

## Landtagswahl 2004
Die Landtagswahl 2004 hatte folgendes Ergebnis:
| Direktkandidat     | Partei          | Erststimmen in % | Zweitstimmen in % |
| ------------------ | --------------- | ---------------- | ----------------- |
| Jutta Lieske       | SPD             | 28,3             | 30,6              |
| René Krone         | CDU             | 21,9             | 18,2              |
| Gerlinde Stobrawa  | PDS             | 35,2             | 30,9              |
| –                  | DVU             | –                | 07,4              |
| Regina Boßdorf     | Grüne           | 03,8             | 02,7              |
| Gordon Willert     | FDP             | 04,5             | 03,2              |
| Dieter Lehmann     | AfW             | 03,5             | 00,6              |
| –                  | AUB-Brandenburg | –                | 00,4              |
| –                  | DKP             | –                | 00,3              |
| –                  | Graue           | –                | 00,8              |
| –                  | Familie         | –                | 02,7              |
| –                  | 50Plus          | –                | 00,7              |
| –                  | JA              | –                | 00,4              |
| Dietmar Zimmermann | Offensive D     | 02,8             | 00,7              |
| –                  | BRB             | –                | 00,4              |